# شانگهای اورینتال مدیا
شانگهای اورینتال مدیا (انگلیسی: Shanghai Oriental Media) شرکت رسانه‌ای چینی است، که در سال ۱۹۹۲ تأسیس شد.